# Melton (LGA)
Shire of Melton is een Local Government Area (LGA) in Australië in de staat Victoria. Het maakt deel uit van de agglomeratie van Melbourne. Shire of Melton telt 100.000 inwoners. Het bestuur zetelt in Melton.